# Brzezice (województwo lubelskie)
Brzezice – wieś w Polsce położona w województwie lubelskim, w powiecie świdnickim, w gminie Piaski.
Przez miejscowość przebiega droga krajowa nr  .
W Brzezicach urodziła się Karolina Michalczuk, polska bokserka, mistrzyni świata amatorek, dwukrotna mistrzyni Europy, olimpijka z 2012.
Znajduje się tutaj dwór z pierwszej połowy XIX wieku.
Wieś jest sołectwem w gminie Piaski. Według Narodowego Spisu Powszechnego z roku 2011 wieś liczyła 454 mieszkańców.

## Historia
Brzezice - w dokumentach Bryscza, u Długosza Stróża alias Brzezycze, wieś w  powiecie lubelskim, parafii Biskupice. W roku 1330 wieś została przeniesiona z prawa sredzkiego na magdeburskie (Kod. małopolski, 275). Wedle zapisów Długosza nabył tę wieś dla biskupów krakowskich Zbigniew Oleśnicki. Miała 8 łanów kmiecych i 1 łan sołtysi. Dziesięcinę wartości 8 grzywien, oddawano biskupowi. Do wsi przyłączono łan nadany kościołowi w Biskupicach przez Mirza Jastrzębca (Długosz L.B. t.II, s.549). W roku 1676 Aleksander Lanckoroński dziedzic Biskupic płaci tu od 41 poddanych, na pięciu innych działach siedzą różni dziedzice płacący od 22 poddanych, 4 osób dworskich i 10 osób z ich rodzin. Stróża jako oddzielna wieś ma 22 poddanych.
Brzezice w wieku XIX stanowiły wieś z folwarkiem nad rzeką Giełczew w  powiecie lubelskim, gminie Piaski, parafii Biskupice. Wieś leży o wiorstę na wschód od Piasków. Według spisu miast, wsi, osad Królestwa Polskiego z 1827 roku Brzezice liczyły 36 domów i 249 mieszkańców podobnie w roku 1880 - także 36 domów.
W latach 1954–1959 wieś należała i była siedzibą władz gromady Brzezice, po jej zniesieniu w gromadzie Piaski. W latach 1975–1998 miejscowość administracyjnie należała do ówczesnego województwa lubelskiego.